# Yoo Seung-jun
Yoo Seung-jun (Hangul: 유승준; RR: Yu Seungjun) (Seoel, 15 december 1976), ook wel bekend als Steve Yoo, is een Amerikaanse zanger, danser, rapper en acteur, een van de beroemdste K-popidolen in Zuid-Korea. Hij begon zijn carrière in 1997. In 2002 werd Yoo beschuldigd van het ontduiken van militaire dienst door Amerikaans staatsburger te worden. Hem werd voor altijd de toegang tot Zuid-Korea ontzegd. Sindsdien werkt hij als acteur in China.

## Jonge jaren
Yoo Seung-jun werd geboren op 15 december 1976 in Seoul, de hoofdstad van Zuid-Korea. Zijn familie verhuisde naar Californië in de Verenigde Staten toen hij dertien was. Yoo maakte demobandjes van zijn rap- en dansvaardigheden en stuurde ze naar Brothers Entertainment. Hij werd gekozen en vertrok uit Californië om een zangcarrière te beginnen.

## Carrière

### 1997: debuut als zanger
Yoo begon zijn carrière in Zuid-Korea in 1997. Zijn eerste album was West Side, met de debuutsingle "Gawi". Yoo werd populair met zijn kenmerkende dans, waarin hij en zijn back-updansers diagonaal in een rij stonden om dezelfde bewegingen tegelijk uit te voeren. Van West Side werden een miljoen exemplaren verkocht.

### 1998
In de zomer van 1998 verscheen zijn tweede album For Sale, met het hoofdnummer "Na Na Na". De videoclip stond bovenaan de hitlijsten. In de videoclip was actrice Choi Ji-woo te zien als stagedocent. Van het album werden opnieuw 1 miljoen exemplaren verkocht.

### 1999
In 1999 bracht Yoo zijn derde album Now or Never uit, waarop de hitsingle "Passion" staat. In december volgde het album Over and Over, met daarop de hitsingle "Vision".

### 2000
Gedurende deze tijd begon hij zijn carrière uit te breiden naar China en Taiwan, met de release van de single Can't Wait, een samenwerking met de Taiwanese zangeres Yuki. Het derde album Now or Never stond bovenaan de Zuid-Koreaanse hitlijsten met een verkoop in de eerste week van 879.000 albums. Uiteindelijk werden er bijna 1,5 miljoen exemplaren verkocht.

### 2001
In 2001 kwam zijn zesde album Infinity uit, met de hitsingle "Wow". Infinity kwam binnen op nummer 1 in de hitlijsten met een verkoop in de eerste week van 359.961 exemplaren. Van het album werden uiteindelijk meer dan 600.000 exemplaren verkocht.

### 2002: verdreven uit Zuid-Korea
Yoo had op televisie verklaard dat hij zijn militaire dienst zou vervullen. Maar in 2002, net voor de dienstplicht, werd hij een genaturaliseerd Amerikaans staatsburger. De Zuid-Koreaanse regering beschouwt het als een daad van desertie en verbood hem voor altijd het land binnen te komen.

### 2003-2006
In 2003 overleed zijn schoonvader in Zuid-Korea. Het Koreaanse ministerie van Justitie liet hem daarom twee dagen tijdelijk Korea binnen.
In 2006 was hij te zien in het nummer "Single Person" van rapper H-Eugene. De videoclip laat Yoo's gezicht niet zien, maar zijn dansende silhouet is wel zichtbaar.

### 2007 en later
In 2007 verscheen zijn zevende album Rebirth of YSJ. Het album is geproduceerd in samenwerking met muziekteams uit de Verenigde Staten, China en Zuid-Korea.
In juni 2008 tekende Yoo een 15-jarig contract met Jackie Chans amusementsmanagementbedrijf om acteur te worden. Hij zette zijn zang- en acteercarrière voort in China.
In februari 2010 verscheen Yoo in Little Big Soldier als prins Wen.
In 2015 verscheen Yoo in de film Dragon Blade.

## Privéleven
Sinds zijn verbanning in 2002 heeft Yoo zijn intrek genomen in China. Kort daarna verhuisde hij terug naar de Verenigde Staten om in Los Angeles te gaan wonen. Yoo trouwde in 2004 met Christine Oh en kreeg vier kinderen. In oktober 2019 lanceerde hij een YouTube-kanaal, waar hij video's plaatste van zijn dagelijkse trainingsroutine.
Yoo is een beoefenaar van taekwondo. Hij heeft zijn vaardigheden laten zien in een aantal Koreaanse tv-programma's. In 2010, toen hij als gast was uitgenodigd in het programma Asia Uncut, verklaarde hij dat hij een zwarte band had.

## Discografie

### Studioalbums
| Titel          | Details                                                                                                | Posities | Verkoop         |
| Titel          | Details                                                                                                | KOR      | Verkoop         |
| -------------- | --- | -------- | --------------- |
| West Side      | - Datum van verschijnen: 3 maart 1997 - Label: Universal Music - Dragers: cd, cassette                 | n.v.t.   | - KOR: 800.000+ |
| For Sale       | - Datum van verschijnen: 29 april 1998 - Label: Best Media - Dragers: cd, cassette                     | 2        | - KOR: 796.412+ |
| Now or Never   | - Datum van verschijnen: 15 april 1999 - Label: Baeksan Media - Dragers: cd, cassette                  | 1        | - KOR: 825.569+ |
| Over and Over  | - Datum van verschijnen: 10 december 1999 - Label: Warner Music Korea - Dragers: cd, cassette          | 1        | - KOR: 530.674+ |
| Summit Revival | - Datum van verschijnen: 24 november 2000 - Label: West Side Media - Dragers: cd, cassette             | 3        | - KOR: 414.615+ |
| Infinity       | - Datum van verschijnen: 31 augustus 2001 - Label: West Side Media - Dragers: cd, cassette             | 2        | - KOR: 243.119+ |
| Rebirth of YSJ | - Datum van verschijnen: 18 september 2007 - Label: Genie Music - Dragers: cd; ook als downloadbestand | —        | n.v.t.          |

### Extended play
| Titel       | Details                                                                                                  | Posities | Verkoop |
| Titel       | Details                                                                                                  | KOR      | Verkoop |
| ----------- | --- | -------- | ------- |
| Another Day | - Datum van verschijnen: 18 januari 2019 - Label: YSJ Media Group - Dragers: cd; ook als downloadbestand | —        | —       |

### Compilaties en livealbums
- 98 Live Album (1998)
- New Release + English Version (1999)
- All That Yoo Seung Jun (1999)
- Gold Techno Remix (2000)
- Hidden Story (2001)
- Best & J Duet Collection (2001)
- Yoo Seung Jun 2002 Live (2002)

## Filmografie

### Film
- Little Big Soldier (2010)
- He-Man (2011)
- Scheme with Me (2012)
- Chinese Zodiac (2012)
- Man of Tai Chi (2013)
- The Wrath of Vajra (2013)
- Long's Story (2014)
- The Break-Up Artist (2014)
- Dragon Blade (2015)
- Taste of Love (2015)
- Crazy Fist (2017)
- Romantic Warrior (2017)
- Invictus Basketball (2017)
- Blade Master Li Bai (2019)

### Televisieseries
- The Patriot Yue Fei (2013)
- The Sleuth of the Ming Dynasty (2020)

## Prijzen en nominaties

### Golden Disc Awards
| Jaar | Categorie             | Nummer        | Resultaat |
| ---- | --------------------- | ------------- | --------- |
| 1997 | Bonsang (Best Artist) | Yoo Seung-jun | Gewonnen  |
| 1999 | Bonsang (Best Artist) | Yoo Seung-jun | Gewonnen  |
| 2000 | Bonsang (Best Artist) | Yoo Seung-jun | Gewonnen  |

### Mnet Asian Music Awards
| Jaar | Categorie              | Nummer           | Resultaat   |
| ---- | ---------------------- | ---------------- | ----------- |
| 1999 | Best Male Artist       | "Passion" (열정) | Genomineerd |
| 2000 | Best Dance Performance | "Vision" (비전)  | Genomineerd |
| 2001 | Best Dance Performance | "Wow"            | Gewonnen    |
| 2001 | Best Male Artist       | "Wow"            | Genomineerd |

### Seoul Music Awards
| Jaar | Categorie            | Nummer        | Resultaat |
| ---- | -------------------- | ------------- | --------- |
| 2000 | Bonsang (Main Prize) | Yoo Seung-jun | Gewonnen  |
| 2001 | Bonsang (Main Prize) | Yoo Seung-jun | Gewonnen  |